# Dutch Ladies Open
Het Dutch Ladies Open is een internationale golfwedstrijd die deel uitmaakt van de Ladies European Tour (LET). In Nederland wordt deze wedstrijd bijna ieder jaar gespeeld. Slechts tweemaal is deze gewonnen door een Nederlandse, n.l. door de toen 24-jarige Liz Weima in 1994 en door Christel Boeljon in 2015. Van 2016 tot en met 2020 werd er geen Dutch Ladies Open georganiseerd. In 2021 werd het toernooi nieuw leven ingeblazen. In 2023 en 2024 werd het Dutch Ladies Open gespeeld op de Hilversumsche Golf Club.

## Sponsors
Het Dutch Ladies Open heeft door de jaren heen, ook in verband met wisselende hoofdsponsors, verschillende namen gehad. Het toernooi heeft sinds de eerste editie in 1986 onder andere het Volmac Ladies Open, Holiday Inn Leiden Ladies Open, SENS Ladies Dutch Open, Mexx Sport  Open en KLM Ladies Open geheten.

## Winnaressen
| Jaar                                     | Winnares               | Score              | Score              | Beste Nederlandse             | Baan                                     |
| Volmac Ladies Open                       | Volmac Ladies Open     | Volmac Ladies Open | Volmac Ladies Open | Volmac Ladies Open            | Volmac Ladies Open                       |
| ---------------------------------------- | ---------------------- | ------------------ | ------------------ | ----------------------------- | ---------------------------------------- |
| 1986                                     | Jane Forrest           | 282                | −6                 | Marjan de Boer (33ste)        | Hilversumsche Golf Club                  |
| 1987                                     | Dale Reid              |                    |                    | Mette Hageman (20ste)         | Koninklijke Haagsche Golf & Country Club |
| 1988                                     | Marie-Laure de Lorenzi |                    |                    | MC                            | Rosendaelsche Golfclub                   |
| 1989                                     | geannuleerd            | geannuleerd        | geannuleerd        | geannuleerd                   | Koninklijke Haagsche Golf & Country Club |
| Holiday Inn Leiden Ladies Open           |                        |                    |                    |                               |                                          |
| 1992                                     | Valérie Michaud        |                    |                    | Mette Hageman (33ste)         | Rijswijkse Golfclub                      |
| 1993                                     | Corinne Dibnah         |                    |                    | Mette Hageman (20e)           | Rijswijkse Golfclub                      |
| SENS Ladies Dutch Open                   |                        |                    |                    |                               |                                          |
| 1994                                     | Liz Weima              | 214                | −5                 | Liz Weima (1ste)              | Het Rijk van Nijmegen                    |
| 1995                                     | Marie-Laure de Lorenzi | 201                | −18                | Mette Hageman (8ste)          | Het Rijk van Nijmegen                    |
| Mexx Sport Open                          |                        |                    |                    |                               |                                          |
| 2000                                     | Tina Fischer           | 211                | −5                 | Marieke Zelsmann (31ste)      | Kennemer Golf & Country Club             |
| 2001                                     | Karine Icher           | 212                | −4                 | MC                            | Kennemer Golf & Country Club             |
| KLM Ladies Open                          |                        |                    |                    |                               |                                          |
| 2004                                     | Elisabeth Esterl       | 204                | −2                 | Dewi-Claire Schreefel (30ste) | Kennemer Golf & Country Club             |
| 2005                                     | Virginie Lagoutte      | 215                | −1                 | Nienke Nijenhuis (24ste)      | Kennemer Golf & Country Club             |
| 2006                                     | Stéphanie Arricau      | 204                | −12                | Judith van Hagen (11de)       | Eindhovensche Golf                       |
| 2007                                     | Gwladys Nocera         | 201                | −15                | Christel Boeljon (11de)       | Eindhovensche Golf                       |
| ABN AMRO Ladies Open                     |                        |                    |                    |                               |                                          |
| 2008                                     | Gwladys Nocera         | 203                | −13                | Christel Boeljon (10de)       | Eindhovensche Golf                       |
| 2009                                     | Tania Elosegui         | 207                | −9                 | Marieke Nivard (14de)         | Eindhovensche Golf                       |
| 2010                                     | Florentyna Parker      | 207                | −9                 | Kyra van Leeuwen (21ste)      | Golfclub Broekpolder                     |
| Deloitte Ladies Open                     |                        |                    |                    |                               |                                          |
| 2011                                     | Melissa Reid           | 213                | −3                 | Christel Boeljon (T9)         | Golfclub Broekpolder                     |
| 2012                                     | Carlota Ciganda        | 207                | −9                 | Dewi-Claire Schreefel (T4)    | Golfclub Broekpolder                     |
| 2013                                     | Holly Clyburn          | 284                | −8                 | Christel Boeljon (T12)        | The International, Amsterdam             |
| 2014                                     | Kylie Walker           | 213                | −6                 | Christel Boeljon (T5)         | The International, Amsterdam             |
| 2015                                     | Christel Boeljon       | 209                | −10                | Christel Boeljon              | The International, Amsterdam             |
| Big Green EGG Open: Ladies European Tour |                        |                    |                    |                               |                                          |
| 2021                                     | Stephanie Kyriacou     |                    |                    |                               | Rosendaelsche Golfclub                   |
| 2022                                     | Anna Nordqvist         |                    |                    |                               | Rosendaelsche Golfclub                   |

- MC = niet gekwalificeerd voor de eindronde.

## Wildcards
Ieder jaar wordt een wildcard gegeven aan de winnaar van het Dutch Junior International op Toxandria. Verder kunnen enkele speelsters zich voor het Open kwalificeren via speciale wedstrijden. Zo kreeg de 15-jarige Belgische Laurence Herman een wildcard vanwege haar goede resultaten, en opnieuw voor het Open in 2008 door het RiverWoods Jeugd Open op Toxandria te winnen.

## Verslagen

#### 1986
Het eerste Ladies Open in Nederland was op de Hilversumsche Golf Club. Er waren 100 deelneemsters, waaronder Marjan de Boer en acht Nederlandse amateurs. Nan Crockewit-Roland Holst en Alice Janmaat (beiden van de Hilversumsche) en Marischka Zegger haalden ook de cut, die op 155 stond. Marjan de Boer werd met haar 33ste plaats de beste Nederlandse speelster. Winnares Jane Forrest verbeterde in de derde ronde het baanrecord met een score van 66 (-6).

#### 1987
Na drie rondes stond Penny Grice-Whittaker drie slagen voor, maar na de 9de hole nam Dale Reid de leiding over. Het werd de 14de overwinning voor de kleine Schotse. Mette Hageman, nog amateur, was de beste Nederlandse speelster.

#### 1988
Marie-Laure de Lorenzi won zeven toernooien in 1988. Op de Rosendaelsche Golf ging ze met een slag achterstand de vierde ronde in, stond gelijk met Katrina Douglas na de 11de hole en besloot toen op safe te spelen en te wachten tot Douglas een fout zou maken. De Lorenzi scoorde 74, maar Douglas 76, zodat De Lorenzi met één slag won.

#### 1992
Na een onderbreking van vier jaar is er een nieuwe sponsor, de Leiden Holiday Inn, en komt er toch weer een Dames Open in Nederland. Er zijn twee Pro-Ams en het toernooi gaat nog maar over 54 holes. Winnares is de onbekende Valérie Michaud uit Frankrijk, die de beroemde Laura Davies met een slag voorblijft. Michaud speelt vier rondes onder par.

#### 2008
Op 6 t/m 9 juni 2008 vindt het ABN AMRO Ladies Open plaats op de Eindhovensche GC. 

Nederlandse speelsters zijn professionals Sandra Eggermont, Marjet van der Graaff, Mette Hageman, Kyra van Leeuwen, Marcella Neggers (home pro van de Eindhovensche), en amateurs Christel Boeljon, Caroline Karsten, Maaike Naafs en Chrisje de Vries.
Na ronde 1 staat Boeljon met -2 op een gedeelde 13de plaats, De Vries staat met level par op een gedeelde 38ste plaats. Na ronde 2 staat Boeljon met -4 op de gedeelde 8ste plaats. Gwladys Nocera staat met -12 aan de leiding. De cut wordt door Boeljon (-4), Van der Graaff en Karsten (beiden +2) gehaald. Boeljon eindigt als beste Nederlandse met een score van -5 op de 10de plaats, Gwladys Nocera wint met -13.

#### 2009
In 2009 zal er een wildcard gaan naar de Schotse 16-jarige Carly Booth (juni 1992) en de Russische Vera Shimanskaya, die op de Olympische Spelen in 2000 goud won in ritmische gymastiek; zij is sinds 2007 golfprofessional. Uit Nederland doen mee Christel Boeljon, Sandra Eggermont, Mette Hageman, Marjet van der Graaff, Kyra van Leeuwen en de amateurs Karin Jansen, Caroline Karsten, Marieke Nivard en Karlijn Zaanen (wildcard). De 27-jarige Baskisch Tania Elosegui behaalt haar eerste overwinning op de damestour.

## Trivia
- In 1994 werd op Het Rijk van Nijmegen niet alleen het Ladies Open op de nieuwe Groesbeekse baan gespeeld, maar werd gelijktijdig het Dutch Challenge Open op de oude Nijmeegse baan gespeeld. Deze werd gewonnen door Jean François Remesy.